# Cristina Pirv
Cristina Pirv est une ancienne joueuse de volley-ball roumaine naturalisée brésilenne, née le 29 juin 1972 à Turda. Elle mesure 1,85 m et joue réceptionneuse-attaquante. Elle est mariée avec le joueur brésilien, Giba.

## Clubs
| Club                 | Pays     | De        | À          |
| -------------------- | -------- | --------- | ---------- |
| Dinamo Bucarest      | Roumanie | 1986-1987 | 1990-1991  |
| San Lazzaro          | Italie   | 1991-1992 | 1993-1994  |
| Sabelli Conad Fano   | Italie   | 1994-1995 | 1994-1995  |
| Reggio Calabria      | Italie   | 1995-1996 | 1996-1997  |
| Minas Belo Horizonte | Brésil   | 1997-1998 | 1997-1998  |
| Reggio Calabria      | Italie   | 1998-1999 | 1998-1999  |
| Minas Belo Horizonte | Brésil   | 1999-2000 | 2000-2001  |
| Reggio Calabria      | Italie   | mars 2001 | avril 2001 |
| Minas Belo Horizonte | Brésil   | 2001-2002 | 2001-2002  |
| Novare               | Italie   | 2002-2003 | 2003-2004  |
| RC Cannes            | France   | 2004-2005 | 2004-2005  |
| Novare               | Italie   | 2005-2006 | 2005-2006  |

## Palmarès
- Champion de Roumanie : 1989
- Champion du Brésil : 2002
- Vice-Champion d'Italie : 2004
- Champion de France : 2005
- Coupe de Frace : 2005
- Coppa Italia : 2004
- Supercoupe d'Italie : 2003
- Top Teams Cup: 2006